# TSURUMIこどもホスピス
TSURUMIこどもホスピスは、公益社団法人こどものホスピスプロジェクト(CHP)が運営する日本初のこどもホスピスである。

## 概要
開設は2016年4月1日。コミュニティ型の子ども向けホスピスで、広場や遊び場の一部を遊び創造広場として地域住民にも開放しているのが特徴である。これは、この施設が大阪市の花博記念公園鶴見緑地の中にあることとも関係している。
2014年大阪市が公募した鶴見緑地駅前エリア（第2期）整備・管理運営事業の土地活用事業に、CHPのあそび創造広場が採択され、このホスピスが開業の運びになったという背景がある。
1982年イギリス、オックスフォードで開設された世界初の子どもホスピス、ヘレン&ダグラスハウスを手本としている。

## TSURUMI こどもホスピスの基本方針
以下の6点が基本方針として掲げられている。
1. 病院ではなく家である（Home from Home）
2. 友として関わる（Friendship, Tender loving, Care alongside）
3. 子どもが大切にされる社会を醸成する（Children First）
4. 困難に見合ったリソースの配分を行う（Fairness）
5. 財源を寄付に頼った慈善活動である（Free standing）
6. 活動の透明性を保証する（Transparency）

## 利用対象者・利用
生命が脅かされた状態（LTC：Life-threatening condition）の18歳までの子どもが対象。
たとえば、小児がん、先天性心疾患など。あるいは、進行性の病態、または不可逆性の重度の障害。
利用にはエントリーシートを提出の上、承認委員会の審査がある。
利用は無料。デイユースとステイがある。ステイは基本1回1泊。

## 所在地
- 大阪市鶴見区浜1丁目1-77

## アクセス
- 大阪市営地下鉄・鶴見緑地線鶴見緑地駅から徒歩4分

## 近隣の施設
- 鶴見緑地プール
- 鶴見緑地運動場

## 受賞歴
- 一般社団法人こどもホスピスプロジェクトのコミュニティ型こどもホスピスは、2016年のGOOD DESIGN AWARDを受賞した[5]。
- 2017年1月「TSURUMIこどもホスピス」が、「第10回キッズデザイン賞　子どもたちを産み育てやすいデザイン　地域・社会部門　優秀賞（少子化対策担当大臣賞）」と「第26回AACA賞奨励賞」を受賞し、「2016年度優秀建築選(100選）」に選出された[6]。
- 2017年8月 TSURUMIこどもホスピスが第58回BCS賞（建築業協会賞)を受賞[7]。